# Années 840
Les années 840 couvrent la période de 840 à 849.

## Événements
- 840 : l'Empire ouïgour s'effondre sous les coups des Kirghizes qui fondent un khaganat centré sur le Ienisseï. Les Ouïgours fuient vers les frontières de la Chine où ils fondent une série de petits États, notamment le royaume de Qocho (840-1030) et le royaume de Ganzhou (840-1209)[1].
- Vers 840-850 : des tribus hongroises occupent la Lévédie et Etelköz, au nord de la mer Noire. Elles sont indépendantes de l’empire Khazar[2].
- 840-847 : raids des Aghlabides en Italie. Les Arabes pillent Tarente et Bari, ports byzantins tombés au pouvoir des Lombards (840-841). Les faubourgs de Rome sont mis à sac en 846. Des émirats sont établis à Tarente (it) en 846 puis à Bari en 847[3].

- 841-843 : guerre de succession franque ; bataille de Fontenoy-en-Puisaye en 841. Traité de Verdun en 843[4].
- 842 : fin de l'Empire du Tibet après l'assassinat du roi Langdarma par un moine bouddhiste. Le pays en proie à la guerre civile se divise en petites principautés[5].
- 842-845 : proscription des cultes étrangers en Chine (bouddhisme, manichéisme, christianisme)[6].

- 843 : 
  - fin du second iconoclasme dans l'Empire byzantin[7].
  - le roi Scot Kenneth Mac Alpine (843-858) réalise l’unité écossaise au profit des Scots en créant le royaume d’Alba qui assimile rapidement les Pictes, puis les Scandinaves[8].
- 843-851 : guerre des Francs contre les Bretons : bataille de Messac, bataille de Blain ; bataille de Ballon (845)[9]. Apr-s sa victoire à la bataille de Jengland, Erispoë est reconnu comme « roi des Bretons » par Charles le Chauve au traité d'Angers[10].

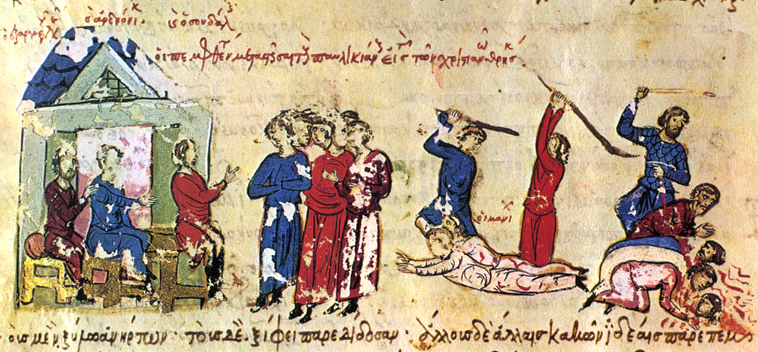
Persécution des Pauliciens sur ordre de l'impératrice byzantine Théodora, en 843/844.

- Vers 843-844 : en Asie Mineure, Karbéas crée un état paulicien ennemi de Byzance avec Tefrik pour capitale[11]
- Vers 847[12] : le moine Gottschalk, théologien, s’oppose à Raban Maur, abbé de Fulda. Il est condamné aux conciles de Mayence (848) et de Quierzy (849)[13].
- 848 : abandon du mutazilisme dans l'empire Abbasside. Triomphe des traditionalistes menés par Ahmad Ibn Hanbal (780-855)[14].

- Raids vikings en Angleterre (840, 841, 844)[15], en Frise (847, 857, 863), en Francie occidentale (sans répit pendant une vingtaine d'années)[16] jusqu'à la péninsule Ibérique (844)[17].

## Personnages significatifs

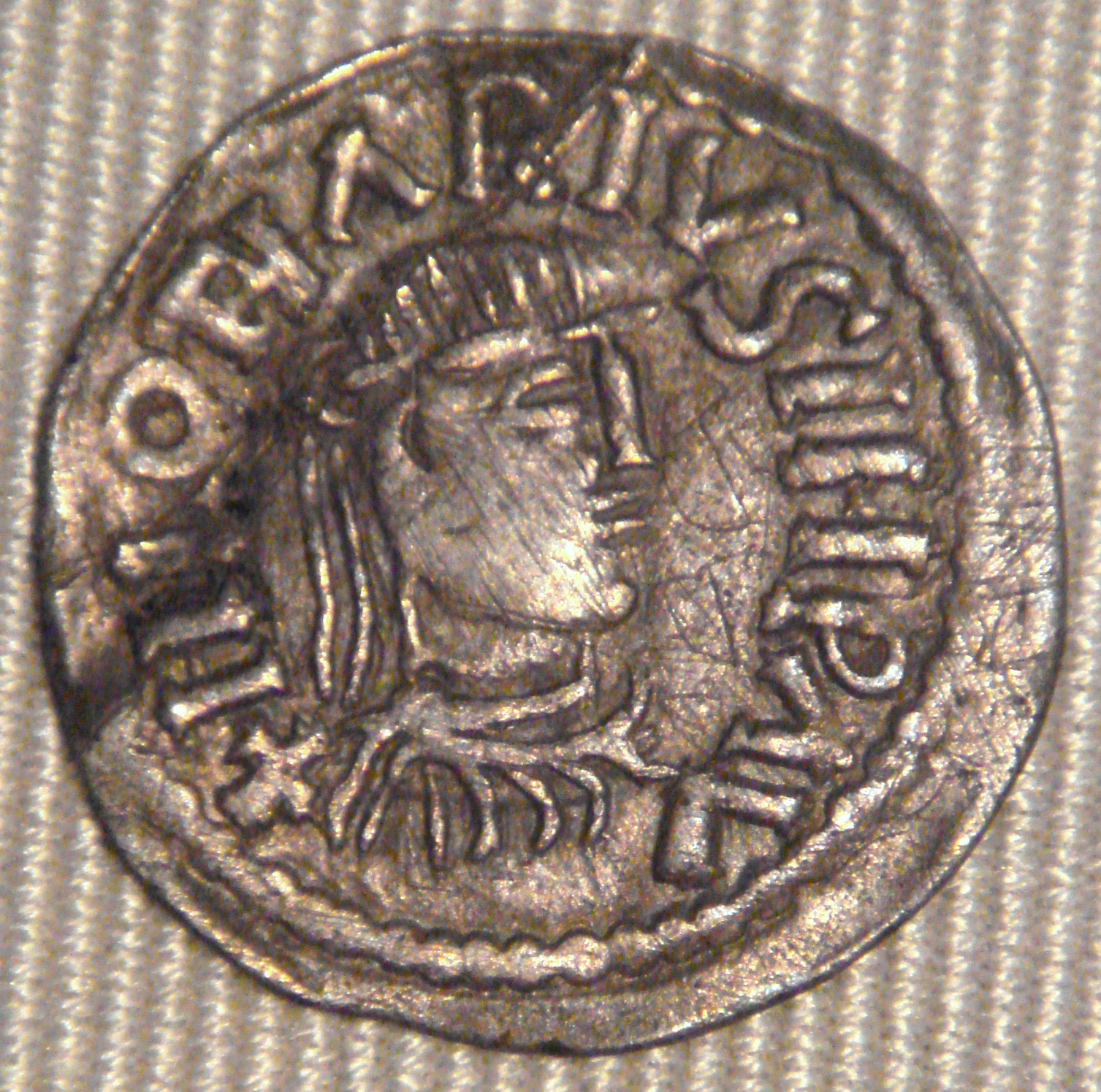
Denier de Lothaire Ier

- Ahmad Ibn Hanbal
- Al-Mutasim (Abbasside)
- Al-Jahiz
- Al-Khawarizmi
- Al-Wathiq
- Charles II le Chauve
- Dhuoda
- Gottschalk d'Orbais
- Hincmar de Reims
- Jafar al-Mutawakkil
- Kenneth Ier d'Écosse
- Lothaire Ier
- Louis II de Germanie
- Loup de Ferrières
- Michel III
- Nominoë
- Rabanus Maurus
- Ramire Ier d'Oviedo
- Théodora, femme de Théophile